# Pablo Martín (músico)
Pablo Martín (n. Madrid, 30 de junio de 1968) es un compositor, cantante y guitarrista español.

## Biografía
Desde muy joven, en el año 1990, empezó a formar en grupos de versiones como Nueva Ola (BMG), realizó algunos coros con Johnny Juerga y Los que remontan el Pisuerga (fraguados en los míticos locales La Nave, un lugar en el que los músicos se relacionaban para crear nuevos grupos), donde también sustituyó al batería en algunas ocasiones y tocó la guitarra, y grabó un sencillo con Santos Inocentes. También se encargó de la batería en 1993 en La Cantina, dentro del sello Área Creativa Pasión de Paco Martín, de donde salieron Los Rodríguez, Celtas Cortos. Con este grupo grabaron en un tributo a Antonio Vega la canción "Sentado al borde de ti", producida por Ñete.
A partir de ahí comienza su trayectoria profesional dentro del equipo de Alejo Stivel, tras terminar la interesante Pablo Martin Band, formada también en La Nave, en la que se gestaron algunos de los temas que formarían parte del primer disco de La Tercera República. En 1999, Alejo le presenta a Josu García, otro cantante, compositor y guitarrista con el que en seguida descubre una gran afinidad, formando el grupo La Tercera República, con el que obtienen una cierta notoriedad, venden 10 000 discos y obtienen dos números uno en Cadena 100 con un tema de Pablo, "Sorprendentemente", y una adaptación de un viejo tema de los Eagles, "Tú tranquilo. Joaquín Sabina les cedió el nombre del grupo y firmó la letra de una de las mejores canciones del álbum: "Bombón", con música de Pablo y Josu. Sabina ya había intervenido en su primera canción publicada, "Loba feroz", en Carácter Latino III, escribiendo también parte de la letra.
Su primer gran éxito en Argentina llegó como compositor de un tema cantado por Daniela Herrero, "Sólo tus canciones", que estuvo trece semanas como número uno en las canciones más sonadas de la radio. Luego hizo coros en los discos de Los Lunes ("Los lunes que quedan"), DJ Kun, el primer disco de El Canto del Loco, el primero de La Quinta Estación, con David Broza, La Oreja de Van Gogh y otros álbumes producidos por Alejo Stivel. Ha compuesto canciones que tuvieron gran repercusión, como "Si la vida son dos días", de Lolita, que fue además campaña de la ONCE, "Caradura" de Rosa (donde hizo también de productor asociado), "Bésame" y "Soñé con volver" de Verónica Romeo (producido por él) y "Veneno de Rosas" de José Flores. Como productor asociado también trabajó con el cantante murciano Manolo Breis en su disco Postales (álbum) (2006, Factoría Autor), donde Josu García tocaba las guitarras. También produjo al dueto sevillano Sr. Trepador.
Ha compuesto numerosos "jingles" para publicidad, así como algunos temas para segunda temporada de la serie Frágiles de Tele 5 con diversos nombres artísticos, entre los que cabe reseñar Gran Azul, nombre de su propia editorial, donde lo mismo compone una balada para un cantante romántico venezolano que algo completamente dance para Corea. También actúa con los Wild Horses, grupo de country en el que canta apoyado por la base rítmica de Burning, con Sticky Fingers (que hacen versiones de los Rolling Stones, con exmiembros de Los Elegantes), Petty Comite (donde también colabora Ramón Arroyo y Jesús Redondo, de Los Secretos, Tony Jurado, Juanma Elegante, sobre temas de Tom Petty), ha hecho una gira con Vega, coros con Coque Malla y algunas colaboraciones más esporádicas. En 2013, grabó los coros del primer disco de la asturiana Paula Rojo, conocida participante en La Voz, con sus aires country.

## Carrera en solitario
En 2015, Pablo presentó su nuevo proyecto en solitario materializado en un primer E.P. de seis canciones, todas ellas composiciones nuevas y originales, cinco con banda y una de ellas en acústico. Pablo tenía nuevos temas que había compuesto fruto de su necesidad y habitual disciplina de componer canciones. Con su nueva banda Gran Azul y Los Inconquistables grabó una primera entrega de seis canciones con un equipo de producción a la vez que grandes músicos, con canciones vestidas de esencia roquera y actualidad en el sonido y la producción.
En 2017, Pablo Martín presentó su nuevo trabajo discográfico. Un álbum producido por Candy Caramelo (Fito Cabrales, Calamaro y treinta años de experiencia con los más grandes de la música nacional) que bajo el título genérico “Despejado” agrupa once canciones que giran alrededor del country rock —cantado en español— con claras influencias de Americana y con un toque novedoso en la producción.
El sencillo adelanto, “La dirección del viento”, y su respectivo videoclip verán la luz el 24 de septiembre y el álbum completo el 22 de octubre. Su presentación en directo será el 30 de noviembre en la Sala La Boite.
Recientemente ha creado su propia editorial y compagina este trabajo con el de producción discográfica y programas de TV.
También imparte en Madrid clases de guitarra y voz como coach singer.

## Discografía

### Discografía en solitario
- Gran Azul y Los Inconquistables (2015),
- Despejado (2017).

### Disco homenaje a Tequila
- Mucho Tequila (1996, coros).

### Con La Oreja de Van Gogh
- Dile al Sol (1998, coros).

### Con David Broza
- Isla Mujeres  (2000, coros).

### Con La Tercera República
- La Tercera República (2000),
- Amores modernos (2003),
- Martín & García Asociados (2008),
- Por ahora (2013, recopilación con tres temas nuevos y una nueva versión de Sorprendentemente con Los Secretos).